# Adryas lioptera
Adryas lioptera är en stekelart som beskrevs av Pinto och Richard Owen 2004. Adryas lioptera ingår i släktet Adryas och familjen hårstrimsteklar.
Artens utbredningsområde är Colombia. Inga underarter finns listade i Catalogue of Life.